# Othonna filicaulis
Othonna filicaulis là một loài thực vật có hoa trong họ Cúc. Loài này được Jacq. mô tả khoa học đầu tiên.